# Johnny Test
Johnny Test – kanadyjsko-amerykański serial animowany autorstwa Scotta Fellowsa z 2005 roku produkcji DHX Media oraz studio Warner Bros.

## Fabuła
Johnny jest jedenastolatkiem mieszkającym w Świnioszycach (ang. Porkbelly). Wraz z psem Dukey testuje dla swoich sióstr, pracujących w domowym laboratorium, różne niebezpieczne wynalazki. 

## Bohaterowie

### Główne postaci

#### Rodzina Testów
- Jonathan „Johnny” Test / Johnny X – jedenastoletni chłopiec mieszkający w Świnioszycach. Nosi czarną koszulkę z żółtym znakiem radioaktywności i ciemnozielone spodnie, a swojej charakterystycznej fryzurze zawdzięcza przezwisko „Płomiennowłosy”. Nie lubi chodzić do szkoły. Jego starsze siostry, bliźniaczki Susan i Mary, często wykorzystują go w roli królika doświadczalnego do swoich eksperymentów, dzięki czemu jego życie jest pełne niezwykłych wydarzeń (i wypadków). Jako Johnny X ma huraganowe ręce, zmiennokształtną moc i ogniste tylne wyziewy (ogniste bąki). W odcinku Powrót Johnny’ego X (2) może również latać.
- Dukey / Super Dukey – pies Johnny’ego, a jednocześnie jego najlepszy przyjaciel. Pochodzi ze schroniska dla psów. W wyniku eksperymentów Mary i Susan zaczął mówić oraz zachowywać się jak człowiek (np. pić kawę). Nie lubi ryzykować. Uwielbia jeść. Często woła Wiej! gdy zbliża się niebezpieczeństwo. Jako Super Dukey potrafi latać, w odcinku Johnny X Nowy początek posiada zmiennokształtną moc.
- Susan i Mary Test – trzynastoletnie bliźniaczki-naukowczynie i siostry Johnny’ego. Posiadają własne laboratorium na piętrze domu Testów.
- Hugh Test – ojciec Johnny’ego i gospodarz domowy, mocno dbający o porządek. Lubi sprzątać i gotować klopsy, które nikomu z jego rodziny nie smakują.
- Lila Test – matka Johnny’ego, która ciężko zarabia na rodzinę.

#### Pozostałe
- Eugene „Bling-Bling Boy” Hamilton – wróg, a czasami przyjaciel Johnny’ego i Dukeya. Jest nastoletnim geniuszem-milionerem, ale nie chce wrócić do szkoły, bo jego eksperyment genetyczny zjadł rękę profesorowi. Zakochany bez wzajemności w Susan i robił wszystko, żeby się z nią umówić, ale nigdy mu się to nie udaje. Mieszka na wyspie z wulkanem, w którym znajduje się wielkie laboratorium.
- Gil Nexdor – przystojny nastolatek z sąsiedztwa, w którym bez wzajemności zakochane są Susan i Mary. Przyjaciel Johnny’ego. Nie jest zbyt inteligentny.
- Pan Black i pan White – dwaj tajni agenci. Często zwracają się o pomoc do Susan, Mary i Johnny’ego. Pan Black jest rasy białej i ma białe włosy, a pan White jest rasy czarnej i ma czarne włosy. Tylko w odcinku Johnny X agenci są wrogami Johnny’ego.
- Mitchell „Dryblas” Randalls – lokalny łobuz, który uwielbia dokuczać innym, a zwłaszcza Johnny’emu. Chodzi do tej samej szkoły co on. Ma piegi i rude włosy. Mimo łobuzerskiej natury przejawia wrażliwą stronę poprzez miłość do kwiatów.
- Sissy Blakely – koleżanka Johnny’ego, która jest od niego lepsza w sporcie oraz w grach video. Podkochuje się w Johnnym, ale to przed nim ukrywa. Na jej włosach znajduje się czerwone pasemko w kształcie błyskawicy.

### Epizodyczne
- Janet Nelson Jr. – najładniejsza oraz najmądrzejsza dziewczyna w szkole. Ciągle się śmieje z Johnny’ego.
- Missy – suczka Sissy. Różowy labrador z rodowodem. Ma podobne pasemko na włosach jak Sissy, tylko że fioletowe. Dukey zakochał się w niej po tym jak przez całą sobotę się bawili.
- Generał – generał tajnej armii wojskowej, przełożony pana Blacka i pana White’a. Pojawia się w dużej części odcinków II sezonu.
- Pan Henry Teacherman – nauczyciel klasy Johnny’ego. Lubi dręczyć uczniów kartkówkami i zadaniami domowymi.
- Profesor Pomyj – wykładowca na uniwersytecie oraz szef wystawy naukowej, któremu zmutowane zwierzę Bling-Bling Boya zjadło rękę.
- Reptokrajacz – zmutowana jaszczurka. Zwierzak Bling-Bling Boya, który mu uciekł i zaczął wszystko kroić. Został zwierzątkiem Johnny’ego.
- Turbo Tęgie Zabawki – ożywione zabawki broniące sprawiedliwości: dwie lalki (dziewczyna i chłopak przypominające Barbie i Kena), pluszowy królik, smok na baterie i kolczasta piłka dla psa.
- Hank Anchorman – reporter telewizyjny. Jest wiecznie uśmiechnięty (niezależnie od sytuacji).
- Lolo – małpka, należąca do Susan i Mary, które przeprowadzają na niej eksperymenty.
- Burmistrz – burmistrz Świnioszyc. Często ulega czarnym charakterom i spełnia ich żądania.
- Blast Ketchup – główny bohater gier MiniMon, marzy o zostaniu największym mistrzem MiniMon na świecie. Odkąd Johnny uwięziony w ich świecie pokonał Blasta, ten uznał za swój priorytet pokonanie go. Jest nadpobudliwy i często stosuje nieczyste zagrywki w walce. Parodia Asha Ketchuma z anime Pokémon.

### Czarne charaktery
- Totalni Ekstremalni – trzej niepełnoletni złodzieje, stereotypowi skejterzy. Ich powiedzonkiem jest wykrzykiwanie Ekstrema!.
- Pogromca dróg – wielki Monster truck, który pożera pojazdy. Pokonany pobraniem się z Monster Truczką „Ginger” i narodzinami Monster Truczka.
- Księżycole – niebiescy kosmici, mieszkający na ciemnej stronie Księżyca, których celem jest zniszczenie Ziemi. Lubią nachosy o smaku wiejskiego jadła. Ich główną bronią są kosmiczne bąki.
- Nasteria – robot-zabawka, który został ożywiony przez laser ożywiający i niszczył Świnioszyce. Pokonany przez Turbo Tęgie Zabawki.
- Cyborgi Phil, Bill i Will – trzy cyborgi-roboty stworzone na kształt Gila, którym została zaprogramowana bezgraniczna miłość do Susan i Mary.
- Doktor Breja – fikcyjna postać z gry Wredny Borsuk 3. Został ożywiony przez Johnny’ego, by pokonać wcześniej ożywionego borsuka. Po wykonaniu zadania zaczyna niszczyć miasto.
- Doktor Pszczoła / Zły Pszczelarz – podstarzały pszczelarz. W debiucie złoczyńca; dzięki swoim pszczołom kradł i niszczył wszystkie słodycze z wyjątkiem miodowych batonów własnej produkcji. Później zostaje przyjacielem Johnny’ego i rozdaje swoje batony dzieciom na całym świecie.
- Dark Vegan – władca odległej od Ziemi planety, która posiada praktycznie taki sam ekosystem. Jak wszyscy jego poddani jest weganinem. Nie niszczy niczego na swojej planecie, ale za to nie oszczędza innych. Bardzo kocha swoją córkę Jillian i jest wobec niej nadopiekuńczy ku jej irytacji. Przez Johnny`ego utknął na Ziemi. Parodia Darth Vadera.
- Anty-Johnny'owa Jednostka nr 5 – w jej skład wchodzą:
  - Zamrażacz mózgów – chłopak od kawy. Podaje ją megastudentom na zielonych lekcjach, jednak postanawia zawładnąć Świnioszycami i w tym celu tworzy kwanto-cappuccino maszynę, produkującą zamrożoną kawę. Po jej wypiciu wszyscy studenci oraz Profesor Pomyj zostają zamrożeni. Zamrażacz kradnie ich wynalazki i dzięki nim staje się potężny. Pokonany przez Johnny’ego i Bling-Blinga.
  - Zizrar – król wszystkich kretów. Próbuje przejąć świat lub najechać na powierzchnię, w czym przeszkadza jego silna awersja do światła. Jest charyzmatycznym i dobrym taktykiem, ale czasami potrafi być tchórzem, gdy szanse nie działają na jego korzyść. Po zreformowaniu Złego Pszczelarza zajmuje jego miejscu w Anty-Johnny'owej Jednostce nr 5.
  - Wujcio Czub – producent gier i zabawek dla dzieci. Ironicznie, nienawidzi dzieci, więc postanawia stworzyć roboty, które zamkną dzieci w ich pokojach. Johnny i Turbo Tęgie Zabawki pokonują roboty i skazują Czuba na pracę w obozie dziecięcym Słoneczko. Po wyjściu z obozu wpłaca kaucję za Zamrażacza Mózgów, Kota Kłębuszka i Złego Pszczelarza i wraz z nimi tworzy Anty-Johnny'ową Jednostkę nr 5.
  - Kot Kłębuszek – kot jednego z megastudentów. Był zwyczajnym kotem, ale jego właściciel ukradł siostrom Johnny’ego pomysł wraz z potrzebnymi obliczeniami i zrobił z nim to samo, co Susan i Mary z Dukeyem. Po zdobyciu zdolności mówienia kot postanawia zamienić wszystkich ludzi, poza swoim lokajem, który mu usługuje, w koty.
  - Albert – służący Kota Kłębuszka.

## Obsada głosowa
- James Arnold Taylor –
  - Johnny Test,
  - Hank Anchorman,
  - Kot Kłębuszek,
  - Doktor Pszczoła / Zły Pszczelarz
  - Dark Vegan,
  - różne role
- Louis Chirillo –
  - Dukey (sezony I-IV),
  - pan Teacherman (sezony I-IV),
  - Zamrażacz Mózgów (sezony I-IV)
- Trevor Devall –
  - Dukey (sezony V-VI),
  - pan Teacherman (sezony V-VI)
- Maryke Hendrikse –
  - Susan Test,
  - Jillian Vegan,
  - różne role
- Brittney Wilson –
  - Mary Test (sezony I, V),
  - Sissy Blakley (sezony I, V),
  - Missy
- Ashleigh Ball –
  - Mary Test (sezon II-IV, VI),
  - Sissy Blakley (sezony II-IV, VI),
  - Lolo,
  - różne role
- Ian James Corlett –
  - Hugh Test,
  - różne role
- Kathleen Barr –
  - Lila Test,
  - Janet Nelson Jr.,
  - Blast Ketchup
  - różne role
- Lee Tockar –
  - Eugene „Bling-Bling Boy” Hamilton
  - Generał,
  - Burmistrz,
  - Albert,
  - mama Bling-Bling Boya,
  - różne role
- Andrew Francis –
  - Gil Nexdor,
  - różne role
- Scott McNeil –
  - Pan White,
  - Mitchell „Dryblas” Randalls
  - Zizrar,
  - różne role
- Bill Mondy –
  - pan Black,
  - Zamrażacz Mózgów (sezony V-VI)
- Richard Newman – profesor Pomyj
- Colin Murdock –
  - Wujcio Czub,
  - różne role

## Spis odcinków
| Premiera          | №   | Tytuł polski                                | Tytuł angielski                             |
| ----------------- | --- | ------------------------------------------- | ------------------------------------------- |
| SERIA PIERWSZA    |     |                                             |                                             |
| 02.04.2007        | 001 | Johnny we wnętrzu Ziemi                     | Johnny to the Center of the Earth           |
| 02.04.2007        | 001 | Johnny X                                    | Johnny X                                    |
| 03.04.2007        | 002 | Johnny kontra Bling-Bling Boy               | Johnny vs. Bling-Bling Boy                  |
| 03.04.2007        | 002 | Misja piłka                                 | Johnny Impossible                           |
| 04.04.2007        | 003 | Johnny z głębin                             | Deep Sea Johnny                             |
| 04.04.2007        | 003 | Johnny i wielofunkcyjny plecak              | Johnny & the Amazing Turbo Action Backpack  |
| 05.04.2007        | 004 | Imprezowa bestia                            | Johnny Test: Party Monster                  |
| 05.04.2007        | 004 | Ekstremalny stróż prawa                     | Johnny Test: Extreme Crime Stopper          |
| 06.04.2007        | 005 | Johnny i Lodowe Świnie                      | Johnny and the Ice Pigs                     |
| 06.04.2007        | 005 | Johnny i koszmarny dom                      | Johnny’s House of Horrors                   |
| 09.04.2007        | 006 | Cwane Portki Johnny’ego                     | Johnny’s Super Smarty Pants                 |
| 09.04.2007        | 006 | Weź Johnny’ego do pracy                     | Take Your Johnny to Work Day                |
| 10.04.2007        | 007 | Johnny i Mega Robot                         | Johnny and the Mega Roboticles              |
| 10.04.2007        | 007 | Księżycowy Johnny                           | Johnny Gets Mooned                          |
| 11.04.2007        | 008 | Johnny Hollywood                            | Johnny Hollywood                            |
| 11.04.2007        | 008 | Cofacz turbo czasowy                        | Johnny’s Turbo Time Rewinder                |
| 12.04.2007        | 009 | Powrót Johnny’ego X (1)                     | The Return of Johnny X                      |
| 12.04.2007        | 009 | Ponaddźwiękowy Johnny                       | Sonic Johnny                                |
| 13.04.2007        | 010 | Psia afera                                  | Dog Days of Johnny                          |
| 13.04.2007        | 010 | Różowa zaraza Johnny’ego                    | Johnny’s Pink Plague                        |
| 16.04.2007        | 011 | Johnny MegaKontroler                        | Johnny’s Extreme Game Controller            |
| 16.04.2007        | 011 | Mały Johnny                                 | Li’l Johnny                                 |
| 17.04.2007        | 012 | Johnny kontra Zamrażacz Mózgów              | Johnny vs. Brain Freezer                    |
| 17.04.2007        | 012 | Wielka śnieżyca                             | Johnny’s Big Snow Job                       |
| 18.04.2007        | 013 | Johnny Zbijak                               | Johnny Dodgeball                            |
| 18.04.2007        | 013 | Atak Monster Trucka                         | Johnny & the Attack of the Monster Truck    |
| SERIA DRUGA       |     |                                             |                                             |
| 01.10.2007        | 014 | Kapitan Johnny                              | Hoist the Johnny Roger                      |
| 01.10.2007        | 014 | Zabawki kontratakują                        | Johnny’s Turbo Toy Force                    |
| 02.10.2007        | 015 | Johnny TV                                   | JTV                                         |
| 02.10.2007        | 015 | Johnny kontra Bling-Bling, cz. 2            | Johnny vs. Bling-Bling 2                    |
| 03.10.2007        | 016 | Johnnyland                                  | Johnnyland                                  |
| 03.10.2007        | 016 | Nowy tata Johnny’ego                        | Johnny’s Got a Brand New Dad                |
| 04.10.2007        | 017 | Gorączka sobotniego Johnny’ego              | Saturday Night’s Alright for Johnny         |
| 04.10.2007        | 017 | Johnny i miętowe szaleństwo                 | Johnny Mint Chip                            |
| 05.10.2007        | 018 | Dzień Zwierzaka                             | Johnny’s Pet Day                            |
| 05.10.2007        | 018 | Wypasiony Johnny                            | Phat Johnny                                 |
| 08.10.2007        | 019 | Zemsta Johnny’ego X                         | The Revenge of Johnny X                     |
| 08.10.2007        | 019 | Johnny w Krainie Czarów                     | The Enchanted Land of Johnnia               |
| 09.10.2007        | 020 | 101 Johnnych                                | 101 Johnnies                                |
| 09.10.2007        | 020 | Herbatka z umarlakiem                       | Johnny Zombie Tea Party                     |
| 10.10.2007        | 021 | Podróż do wnętrza szpiega                   | Johnny Test in Black & White                |
| 10.10.2007        | 021 | Johnny the Kid                              | Johnny the Kid                              |
| 11.10.2007        | 022 | Dobry i zły Johnny                          | The Good, the Bad & the Johnny              |
| 11.10.2007        | 022 | Kołysanka dla Johnny’ego                    | Rock-a-Bye Johnny                           |
| 12.10.2007        | 023 | Śnieżny Johnny                              | Down Hill Johnny                            |
| 12.10.2007        | 023 | Johnny i potwór z Locha-Ness                | Johnny Meets the Pork-Ness Monster          |
| 15.10.2007        | 024 | 00-Johnny                                   | 00-Johnny                                   |
| 15.10.2007        | 024 | Johnny prosto z drzewa                      | Johnny of the Jungle                        |
| 16.10.2007        | 025 | Wredny Borsuk 3                             | Johnny vs. Smash Badger 3                   |
| 16.10.2007        | 025 | Zdrowy baton                                | Johnny Bee Good                             |
| 17.10.2007        | 026 | Powrót Johnny’ego X (2)                     | Johnny X Strikes Back                       |
| 17.10.2007        | 026 | Zmoczone Cyborgi                            | Johnny vs. Super Soaking Cyborgs            |
| SERIA TRZECIA     |     |                                             |                                             |
| 05.05.2008        | 027 | Johnny kontra Bling-Bling (3)               | Johnny vs. Bling-Bling 3                    |
| 05.05.2008        | 027 | Johnny Fetor                                | Stinkin’ Johnny                             |
| 06.05.2008        | 028 | Johnny X i atak bałwanów                    | Johnny X and the Attack of the Snowman      |
| 06.05.2008        | 028 | Johnny kontra Dukey                         | Johnny vs Dukey                             |
| 07.05.2008        | 029 | Chodź Johnny, do nogi                       | Here Johnny, Here Boy!                      |
| 07.05.2008        | 029 | Johnny i sos jabłkowy                       | Johnny Applesauce                           |
| 08.05.2008        | 030 | Johnny’mon                                  | Johnny’mon                                  |
| 08.05.2008        | 030 | Czas wykąpać Johnny’ego                     | Bath Time for Johnny                        |
| 09.05.2008        | 031 | Johnny Test potwororób                      | Johnny Test: Monster Starter                |
| 09.05.2008        | 031 | Święto Johnny’ego                           | Johnny Holiday                              |
| 12.05.2008        | 032 | Zwiastun filmowy Johnny’ego                 | Coming to a Johnny Near You                 |
| 12.05.2008        | 032 | Johnny idzie w kamasze                      | When Johnny Comes Marching                  |
| 13.05.2008        | 033 | Johnnywirus                                 | Johnnyitis                                  |
| 13.05.2008        | 033 | Wąsaty Johnny                               | Johnny Mustache                             |
| 14.05.2008        | 034 | Johnny Fu                                   | Johnny Fu                                   |
| 14.05.2008        | 034 | Ucieczka Johnny’ego z wyspy Bling Blinga    | Johnny Escape From Bling-Bling Island       |
| 01.07.2008        | 035 | Małpi przekręt                              | Johnny’s Monkey Business                    |
| 01.07.2008        | 035 | Ławka Johnny’ego                            | Johnny Bench                                |
| 16.05.2008        | 036 | Czteroręki Johnny                           | Johnny Long Legs                            |
| 16.05.2008        | 036 | Johnny Test w kosmosie                      | Johnny Test in Outer Space                  |
| 03.07.2008        | 037 | Johnny i wyścig gokartów                    | Johnny Cart Racing                          |
| 03.07.2008        | 037 | Nowe perfumy Johnny’ego                     | Johnny Smells Good                          |
| 20.05.2008        | 038 | Powtórka z Johnny’mona                      | Return of Johnny’mon                        |
| 20.05.2008        | 038 | Johnny Dukey Doo                            | Johnny Dukey Doo                            |
| 21.05.2008        | 039 | Johnny X: Nowy początek                     | Johnny X: A New Beginning                   |
| 21.05.2008        | 039 | Johnny X: Ostateczny koniec                 | Johnny X: The Final Ending                  |
| SERIA CZWARTA     |     |                                             |                                             |
| 08.11.2010        | 040 | Johnny ma młodsze siostry                   | Johnny’s New Baby Sisters                   |
| 08.11.2010        | 040 | Johnny-portacja                             | Porta Johnny                                |
| 09.11.2010        | 041 | Johnny harcerka                             | Join the Johnny Scouts                      |
| 09.11.2010        | 041 | Jaskiniowy Johnny                           | Johnny B.C.                                 |
| 11.11.2010        | 042 | Johnny ucieka z domu                        | Runaway Johnny                              |
| 11.11.2010        | 042 | Johnny i czarna dziura                      | Johnny on the Spot                          |
| 10.11.2010        | 043 | Johnny z ciemnej strony                     | Dark Johnny                                 |
| 10.11.2010        | 043 | Odrób lekcje za Johnny’ego                  | No Homework Johnny                          |
| 12.11.2010        | 044 | Johnny Tata                                 | Papa Johnny                                 |
| 12.11.2010        | 044 | Psia wystawa                                | The Johnnyminster Dog Show                  |
| 16.11.2010        | 045 | Johnny Cukiernik                            | Johnny’s Amazing Cookie Company             |
| 16.11.2010        | 045 | Głupie siostry Johnny’ego                   | Johnny’s Big Dumb Sisters                   |
| 15.11.2010        | 046 | Dukey Jekyll i Johnny Hyde                  | Dukey Jekyll and Johnny Hyde                |
| 15.11.2010        | 046 | Johnny chce puchar                          | Johnny’s Trophy Case                        |
| 17.11.2010        | 047 | Ochroniarz Johnny                           | My Johnny Gaurd                             |
| 17.11.2010        | 047 | Tom i Johnny                                | Tom and Johnny                              |
| 18.11.2010        | 048 | Agent Johnny                                | Quantum of Johnny                           |
| 18.11.2010        | 048 | Człowiek Guma                               | Johnny Get Yer Gum                          |
| 19.11.2010        | 049 | Oldskulowa szkoła                           | Old School Johnny                           |
| 19.11.2010        | 049 | Johnny zamrożony                            | Johnny Degrees Below Zero                   |
| 22.11.2010        | 050 | Johnny kontra Johnny                        | Johnny Johnny                               |
| 22.11.2010        | 050 | Podwójny kupon Johnny’ego                   | Johnny Double Coupons                       |
| 23.11.2010        | 051 | iJohnny                                     | iJohnny                                     |
| 23.11.2010        | 051 | Johnny kontra Mumia                         | Johnny vs. The Mummy                        |
| 24.11.2010        | 052 | Promienie Johnny’ego                        | X-Ray Johnny                                |
| 24.11.2010        | 052 | Koniec Johnny’ego X                         | The Destruction of Johnny                   |
| 25.11.2010        | 053 | Mój własny potwór                           | Johnny Grow Your Own Monster                |
| 25.11.2010        | 053 | Prawdziwy Johnny                            | Who’s Johnny?                               |
| 26.11.2010        | 054 | Księżniczka Johnny                          | Princess Johnny                             |
| 26.11.2010        | 054 | 99 dobrych uczynków                         | 99 Deeds of Johnny Test                     |
| 29.11.2010        | 055 | Leśny wyścig                                | Johnny’s Amazing Race                       |
| 29.11.2010        | 055 | Johnny Test w 3D                            | Johnny Test in 3D                           |
| 30.11.2010        | 056 | Johnny, mamy gościa                         | Guess Who’s Coming to Johnny’s for Dinner   |
| 30.11.2010        | 056 | Przyjaciel potrzebny od zaraz               | Johnny’s New BFF                            |
| 01.12.2010        | 057 | Johnny kontra Bling Bling IV                | Johnny vs. Bling Bling IV                   |
| 01.12.2010        | 057 | Pojedynek sióstr                            | Johnny’s Big Sisters’ Smackdown             |
| 02.12.2010        | 058 | Wakacyjny Johnny                            | Sunshine Malibu Johnny                      |
| 02.12.2010        | 058 | Zimny Johnny na patyku                      | Johnnycicle                                 |
| 03.12.2010        | 059 | Król Johnny                                 | King Johnny                                 |
| 03.12.2010        | 059 | Akcja re-animacja                           | Johnny Re-Animated                          |
| 06.12.2010        | 060 | Johnny i naleśniki                          | Johnny Cakes                                |
| 06.12.2010        | 060 | Johnny Tuba                                 | Johnny Tube                                 |
| 07.12.2010        | 061 | Piżama Party                                | Sleepover at Johnny’s                       |
| 07.12.2010        | 061 | Kurzajka                                    | Johnny’s Got a… Wart!                       |
| 08.12.2010        | 062 | Johnny spuszczony                           | Johnny’s Royal Flush                        |
| 08.12.2010        | 062 | Johnny ma wolne                             | Johnny Test’s Day Off                       |
| 09.12.2010        | 063 | Johnny i Vegan – pojedynek tytanów          | Johnny & Dark Vegan’s Battle Brawl Mania    |
| 09.12.2010        | 063 | Stypendium dla Johnny’ego                   | A Scholarship for Johnny                    |
| 10.12.2010        | 064 | Wielki wodny wyścig                         | Johnny Boat Racing                          |
| 10.12.2010        | 064 | Laboratorium zamknięte                      | Johnny Lock Down                            |
| 13.12.2010        | 065 | Szkolny teatrzyk                            | Good Ol’ Johnny Test                        |
| 13.12.2010        | 065 | Johnny X powraca, znów                      | Johnny X Strikes Back Again!                |
| SERIA PIĄTA       |     |                                             |                                             |
| 16.04.2012        | 066 | Orzechowy wyścig                            | Johnny Goes Nuts                            |
| 16.04.2012        | 066 | Dzień taty Johnny’ego                       | Johnny Daddy Day                            |
| 17.04.2012        | 067 | Rejs                                        | Johnny Cruise                               |
| 17.04.2012        | 067 | Nieletni gracz                              | Rated J for Johnny                          |
| 18.04.2012        | 068 | Johnny czyścioszek                          | Spotless Johnny                             |
| 18.04.2012        | 068 | Johnny kontra Bling Bling: Ostateczna bitwa | Johnny vs. Bling-Bling: The Ultimate Battle |
| 19.04.2012        | 069 | Jak Johnny z kotem                          | Cat Scratch Johnny                          |
| 19.04.2012        | 069 | Johnny z głębiny                            | Johnny of the Deep                          |
| 20.04.2012        | 070 | Johnny z 50-tych                            | Johnny Swellville                           |
| 20.04.2012        | 070 | Johnny uroczy                               | Johnny Irresistible                         |
| 23.04.2012        | 071 | Poszukiwacze zaginionego robota             | Black & White & Johnny All Over             |
| 23.04.2012        | 071 | Wyścig szczura                              | Johnny’s Rat Race                           |
| 24.04.2012        | 072 | Kły i pazury                                | Fangs A Lot Johnny                          |
| 24.04.2012        | 072 | Johnny Testosteron                          | Johnny Testosterone                         |
| 25.04.2012        | 073 | Kosimy na czas                              | Lawn Gone Johnny                            |
| 25.04.2012        | 073 | Najlepszy domek na drzewie                  | Johnny’s Ultimate Treehouse                 |
| 26.04.2012        | 074 | Wycieczka krajoznawcza                      | Johnny Goes Camping                         |
| 26.04.2012        | 074 | Walka żartownisiów                          | Johnny’s World Prank War I                  |
| 27.04.2012        | 075 | Jak zostać tłuszczo-rycerzem                | How to Become a John-i Knight               |
| 27.04.2012        | 075 | Powrót Super Cwanych Portek                 | The Return of Johnny Super Smarty Pants     |
| 30.04.2012        | 076 | Zimowa kurtka Johnny’ego                    | Johnny’s Winter Jacket                      |
| 30.04.2012        | 076 | Klucz do sukcesu                            | Johnny’s Keys to Success                    |
| 01.05.2012        | 077 | Johnny Dwie Twarze                          | Johnny Two Face                             |
| 01.05.2012        | 077 | Johnny Susan, Susan Johnny                  | Johnny Susan Susan Johnny                   |
| 02.05.2012        | 078 | Kolacja z Johnnym                           | My Dinner with Johnny                       |
| 02.05.2012        | 078 | Alternatywny Johnny                         | Johnny Alternative                          |
| 03.05.2012        | 079 | Jeszcze więcej słodyczy                     | Johnny Trick or Treat                       |
| 03.05.2012        | 079 | Koszmar z ulicy w Świnioszycach             | Nightmare on Johnny’s Street                |
| 04.05.2012        | 080 | Prezent dla potrzebujących                  | A Holly Johnny Christmas                    |
| 04.05.2012        | 080 | Pierwsza wojna śniegowa                     | Johnny’s First Annual Snowball              |
| 07.05.2012        | 081 | Bez wyjścia                                 | Cool Hand Johnny                            |
| 07.05.2012        | 081 | Johnny na wrotkach                          | Roller Johnny                               |
| 08.05.2012        | 082 | Najlepsze wakacje na świecie                | Lakeside Johnny                             |
| 08.05.2012        | 082 | Pogromca mikrobów                           | Johnny Germ Fighter                         |
| 09.05.2012        | 083 | Rekord świata                               | Johnny’s World Record                       |
| 09.05.2012        | 083 | Naprzód, moje psy                           | Mush, Johnny, Mush                          |
| 10.05.2012        | 084 | Poszukiwacze skarbów                        | Johnny’s Treasure                           |
| 10.05.2012        | 084 | Podnoszenie średniej                        | Extra Credit Johnny                         |
| 11.05.2012        | 085 | Lewa stopa                                  | Johnny’s Left Foot                          |
| 11.05.2012        | 085 | Johnny kontra Łaskot                        | Johnny vs. the Tickler                      |
| 14.05.2012        | 086 | Wielki robak                                | Bugged Out Johnny                           |
| 14.05.2012        | 086 | Podwodna przygoda                           | Johnny Test’s Quest                         |
| 15.05.2012        | 087 | Johnny O’s                                  | Johnny O’s                                  |
| 15.05.2012        | 087 | Nowy Dukey                                  | It’s Du-kay, Johnny                         |
| 16.05.2012        | 088 | Magik Johnny                                | Magic Johnny                                |
| 16.05.2012        | 088 | Laleczka Johnny                             | Dolly Johnny                                |
| 17.05.2012        | 089 | Johnny McLuz                                | Johnny McCool                               |
| 17.05.2012        | 089 | To inwazja, Johnny                          | It’s An Invasion, Johnny!                   |
| 18.05.2012        | 090 | Daleki kuzyn                                | It’s All Relative Johnny                    |
| 18.05.2012        | 090 | Bogaty Johnny                               | Johnny Rich                                 |
| 21.05.2012        | 091 | Johnny X… znowu?                            | Johnny X… again?                            |
| 21.05.2012        | 091 | Ekologiczny Johnny                          | Green Johnny                                |
| SERIA SZÓSTA      |     |                                             |                                             |
| 07.12.2013        | 092 | Johnny X-Factor                             | Johnny X-Factor                             |
| 07.12.2013        | 092 | Jak w zegarku                               | Johnny on the Clock                         |
| 08.12.2013        | 093 | Największy fan Johhny’ego                   | Johnny’s #1 Fan                             |
| 08.12.2013        | 093 | Dukey u weterynarza                         | Johnny Vets Dukey                           |
| 14.12.2013        | 094 | Jak wytresować Johhny’ego                   | How to Train Your Johnny                    |
| 14.12.2013        | 094 | Johnny i Clyde                              | Johnny and Clyde                            |
| 15.12.2013        | 095 | Wygadany Johnny                             | Smooth Talkin’ Johnny                       |
| 15.12.2013        | 095 | Masywne koła rozpaczy 7                     | Johnny’s Super Massive Kart Wheelies 7      |
| 21.12.2013        | 096 | Johnny bawi się z Bling Blingiem            | Johnny and Bling Bling                      |
| 21.12.2013        | 096 | Fasolowy Johnny                             | Johnny and the Beanstalk                    |
| 22.12.2013        | 097 | Johnny ma talent                            | Johnny’s Got Talent                         |
| 22.12.2013        | 097 | Johnny przystrzyżony                        | Johnny’s Rough Around the Hedges            |
| 28.12.2013        | 098 | Stać w imieniu Johnny’ego                   | Stop in the Name of Johnny                  |
| 28.12.2013        | 098 | Johnny z głową w chmurach                   | Johnny’s Head in the Clouds                 |
| 29.12.2013        | 099 | Pracujemy od dziś                           | Johnny on the Job                           |
| 29.12.2013        | 099 | Johnny na opak                              | Johnny Opposite                             |
| 04.01.2014        | 100 | Setny odcinek Johnny’ego                    | Johnny’s 100th Episode                      |
| 04.01.2014        | 100 | Następny odcinek Johnny’ego                 | Johnny’s Next Episode                       |
| 05.01.2014        | 101 | Johnny do przeszłości                       | Past & Present Johnny                       |
| 05.01.2014        | 101 | Johnny i filmo-tworzyciel                   | Johnny’s Supreme Theme                      |
| 11.01.2014        | 102 | Ohydny Johnny                               | Abominable Johnny                           |
| 11.01.2014        | 102 | Piaski Johnny’ego                           | The Sands of Johnny                         |
| 12.01.2014        | 103 | Johnny ratuje Halloween                     | The Johnny Who Saved Halloween              |
| 12.01.2014        | 103 | Zombie bomba                                | Johnny’s Zombie Bomb                        |
| 18.01.2014        | 104 | Johnny i ekstremalne zoo                    | Johnny’s Petting Zoo Posse                  |
| 18.01.2014        | 104 | Johnny kontra Dukenator                     | Johnny vs the Dukenator                     |
| 08.03.2014        | 105 | Tu rządzi Johnny                            | Johnny in Charge                            |
| 08.03.2014        | 105 | Super Mega Bandzior-man                     | Johnny’s New Super Mega Villain             |
| 09.03.2014        | 106 | Potworna mieszanka                          | Johnny’s Monster Mash                       |
| 09.03.2014        | 106 | Johnny bez prądu                            | Johnny Unplugged                            |
| 15.03.2014        | 107 | Rodzinne zdjęcie                            | A Picture’s Worth a 1000 Johnnies           |
| 15.03.2014        | 107 | Johnny i wiewiórki                          | Johnny’s Chipmunk Chit Chat                 |
| 16.03.2014        | 108 | Johnny na wycieczce                         | Road Trip Johnny                            |
| 16.03.2014        | 108 | Dzwoni Johnny                               | Dial J for Johnny                           |
| 22.03.2014        | 109 | Johnny łamacz kodów                         | Code Crackin’ Johnny                        |
| 22.03.2014        | 109 | Wirus Johnny’ego                            | Johnny Goes Viral                           |
| 23.03.2014        | 110 | FrankenJohnny                               | FrankenJohnny                               |
| 23.03.2014        | 110 | Ekspresowy Johnny                           | The Johnny Express                          |
| 29.03.2014        | 111 | Tester Johnny                               | Crash Test Johnny                           |
| 29.03.2014        | 111 | Łowca staroci                               | Johnny’s Junky Trunk                        |
| 30.03.2014        | 112 | Brygada super bohaterów                     | Super Johnny Action Federation              |
| 30.03.2014        | 112 | Gil musi zostać                             | Gil-Stopping Johnny                         |
| 05.04.2014        | 113 | Znowu klops                                 | Johnny with a Chance of Meatloaf            |
| 05.04.2014        | 113 | Wielkanoc Johnny’ego                        | It’s Easter, Johnny Test!                   |
| 06.04.2014        | 114 | Johnny z przyszłości                        | Future Johnny                               |
| 06.04.2014        | 114 | Dukey widzi, Johnny robi                    | Dukey See Johnny Do                         |
| 12.04.2014        | 115 | O wilka włos                                | Hair’s Johnny                               |
| 12.04.2014        | 115 | Igrzyska głodu                              | Johnny’s Hungry Games                       |
| 13.04.2014        | 116 | Mały Johnny                                 | Tiny Johnny                                 |
| 13.04.2014        | 116 | Johnny gra w grę                            | Johnny Goes Gaming                          |
| 19.04.2014        | 117 | Ostatni lot Johnny’ego X                    | The Last Flight of Johnny X                 |
| 19.04.2014        | 117 | Johnny na kartach historii                  | Johnny’s Last Chapter                       |
| SERIA SIÓDMA      |     |                                             |                                             |
| 16.07.2021        | 118 | Turniej królewski                           | Johnny’s Battle Royale                      |
| 16.07.2021        | 119 | Braciszek                                   | Johnny’s Baby Brother                       |
| 16.07.2021        | 120 | Bling Bling                                 | Johnny’s Bling Bling Buddy                  |
| 16.07.2021        | 121 | Johnny z pudełka                            | Johnny Unboxed                              |
| 16.07.2021        | 122 | Cisza                                       | The Silence of the Johnny                   |
| 16.07.2021        | 123 | JohnnyMon Go!                               | JohnnyMon Go!                               |
| 16.07.2021        | 124 | Wewnętrzne wsparcie                         | Knowing Johnny Inside and Out               |
| 16.07.2021        | 125 | Johnny łowcą talentów                       | JTA – Johnny Talent Agency                  |
| 16.07.2021        | 126 | W strasznym lesie                           | Johnny the 13th                             |
| 16.07.2021        | 127 | Nowa fryzura                                | Johnny’s New ’Do                            |
| 16.07.2021        | 128 | Rzymskie wakacje Johnny’ego                 | Johnny’s Roman Holiday                      |
| 16.07.2021        | 129 | Festiwal                                    | Johnny Fest                                 |
| 16.07.2021        | 130 | 1000 twarzy Johnny’ego                      | Johnny with 1000 Faces                      |
| 16.07.2021        | 131 | Wyprzedaż garażowa                          | Johnny’s Yard Sale                          |
| 16.07.2021        | 132 | Zamaskowany Johnny                          | The Masked Johnny                           |
| 16.07.2021        | 133 | Uśmiech!                                    | Say Cheese Johnny                           |
| 16.07.2021        | 134 | W labiryncie                                | Johnny’s Mazed and Confused                 |
| 16.07.2021        | 135 | Johnny to nowy Black                        | Johnny is the New Black                     |
| 16.07.2021        | 136 | Johnny Test, 90210                          | Johnny Test, 90210                          |
| 16.07.2021        | 137 | Walka na iluminacje                         | Johnny’s Holiday Light Fight                |
| ODCINEK SPECJALNY |     |                                             |                                             |
| 16.11.2021        | SP1 | Johnny Test: Misja Klops                    | Johnny Test’s Ultimate Meatloaf Quest       |